# Реймерсхольмс
«Реймерсхольмс» (швед. Reymersholms Idrottsklubb) — шведский футбольный клуб из города Стокгольм, в настоящий момент выступает в Дивизионе 5, седьмом по силе дивизионе Швеции. Клуб основан 1 сентября 1899 года, домашние матчи проводит на стадионе «Синкенсдамм», вмещающем 11 500 зрителей. В высшем дивизионе чемпионата Швеции «Реймерсхольмс» за свою историю провёл лишь один сезон, в сезоне 1941/42 он занял последнее двенадцатое место в итоговой таблице чемпионата. Ранее в клубе так же существовали команды по хоккею и хоккею с мячом, каждая из которых в 20—40-х годах XX века выступала в высшей шведской лиге.

## Известные игроки и воспитанники
- Анатолий Пономарёв